# Abbaye Notre-Dame d'Yerres
Pour les articles homonymes, voir Abbaye Notre-Dame.

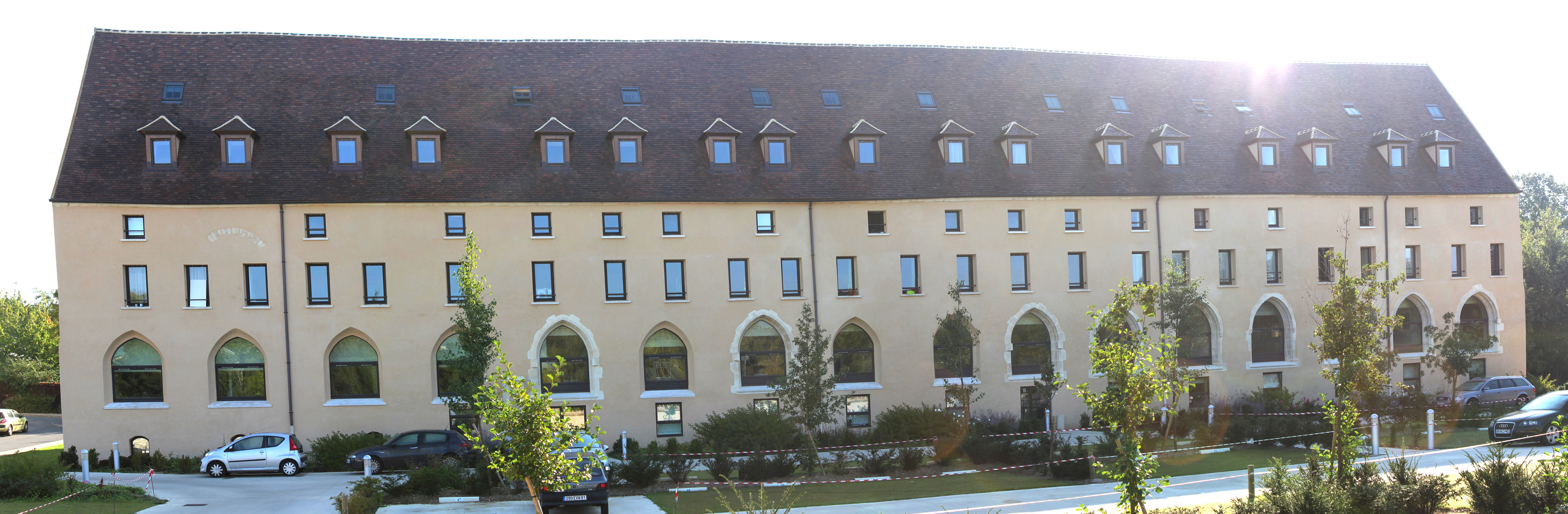
L'abbaye Notre-Dame d'Yerres.

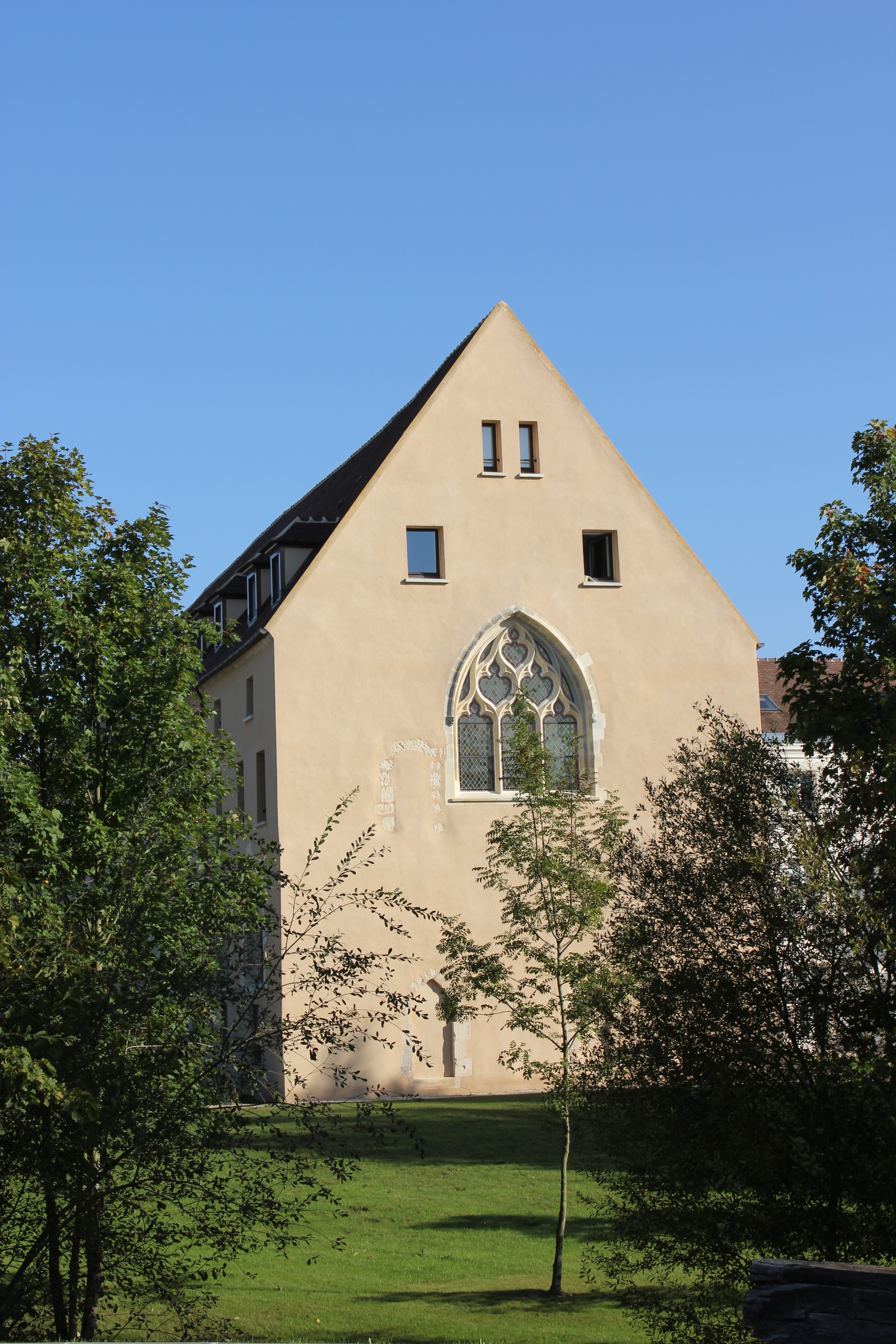
L'abbaye Notre-Dame d'Yerres.

L'abbaye Notre-Dame d'Yerres est un ancien monastère construit entre 1124 et 1132, sous l'épiscopat d'Étienne de Senlis, et grâce au don de quatre arpents de terre d'Eustachie de Corbeil, fille de Ferry de Châtillon, épouse de Baudoin de Corbeil, puis de Jean d'Étampes, pour accueillir les religieuses en transit de maison en maison, « errantes loin de leurs maisons ». Elles venaient de différents monastères, de Champagne, de Picardie, et d'Argenteuil, après leur expulsion de l'abbaye Sainte-Marie d'Argenteuil dirigée par Héloïse.
Abbaye d'Île-de-France, elle faisait partie du diocèse de Sens (de Paris à partir de 1622), et elle était établie au confluent du Réveillon et de l'Yerres, à une quinzaine de kilomètres au sud de Paris.

## Historique
Étienne de Senlis donne en 1132 à ce monastère de femmes, les dîmes dans les paroisses de Villabé, Athis, Combs-la-Ville, Brie-Comte-Robert, Drancy, etc., ainsi que des églises à Villabé, Athis, Lieusaint et Évry. Il lui donne une règle en grande partie inspirée de celle de Cîteaux.
Guillaume Ier Le Loup de Senlis, bouteiller de France dès 1134, est un des bienfaiteurs de l'abbaye
En 1132, Eustachie donne la moitié de la dîme de la paroisse Saint-Marcel de Villabé pour l'entretien de la communauté de l'abbaye qu’elle venait de fonder, puis, en 1138, elle donne les dîmes d'Oysonville à l’abbaye Notre-Dame d'Yerres. Vers 1280, pour installer ses moniales, la communauté fait construire une maison à Paris, nommée plus tard maison de la Pie, qui était située au 14, rue des Nonnains-d'Hyères, à côté de l'hôtel de Sens.
L'ermitage de Notre-Dame-de-Consolation situé en forêt de Sénart est donné à l'abbaye en 1695.
L'abbaye a connu bien des vicissitudes et notamment de grandes difficultés financières, conduisant à la dégradation des bâtiments, à plusieurs reprises au cours des XVIIe et XVIIIe siècles.
Lors de la Révolution, les bénédictines sont expulsées en 1792, une partie des bâtiments est détruite en 1793 et les autres sont vendus en plusieurs lots. Une manufacture de laine occupera l'essentiel des bâtiments au cours de la deuxième moitié du XIXe siècle, jusqu'au milieu du XXe siècle. Certains éléments architecturaux font l'objet d'un classement au titre des monuments historiques.
Paul Chaslin, ancien résistant (et qui fut aussi adjoint au maire de Yerres), fondateur de l'entreprise de construction métallique GEEP Industrie (spécialisée dans la construction de bâtiments scolaires et universitaires), achète l'ancienne abbaye et y effectue d'importants travaux, qui sauvent (temporairement) l'édifice et y installe son entreprise.
Après la faillite de GEEP Industries en 1971 à la suite du non-paiement par l'État de chantiers universitaires, l'abbaye devient le siège de la SNCI (Société nouvelle de constructions industrialisées). Cette société y a ses bureaux jusqu'en 1980 avant d'être liquidée à son tour le 15 décembre 2000. Les bâtiments sont ensuite à nouveau abandonnés après 1980. Les municipalités (dont l'une qui avait déclaré ne pas avoir les moyens d'intervenir pour l'abbaye mais qui est connue pour avoir dépensé dans un projet de centre aquatique dit « le Triton » qui a fermé quelques jours après son ouverture) qui se succèdent laissent les pilleurs et les intempéries faire leur « œuvre »[évasif]. Malgré la protection au titre des monuments historiques de certains éléments monumentaux, le destin de l'édifice paraît très compromis, d'autant qu'un incendie touche une partie du bâtiment, jusqu'à ce que plusieurs habitants d'Yerres ou de Brunoy, regroupés autour de l'association Sahavy (Société d'art, histoire et archéologie de la vallée de l'Yerres) recensent les éléments historiques et constituent un dossier de classement au titre des monuments historiques de l'ensemble de l'édifice.
Malgré l'avis défavorable du maire, la commission régionale du patrimoine historique, archéologique et ethnologique (COREPHAE) donne finalement un avis favorable, grâce notamment au soutien des associations qui y siégeaient, notamment la SPPEF (Société pour la protection des paysages et de l'esthétique de la France), devenue Sites et Monuments, et VMF (Vieilles maisons françaises).

L'inscription à l'inventaire supplémentaire des monuments historiques (ISMH) est prononcée en 1996 (arrêté préfectoral du 1er avril). Les bâtiments ne pouvant plus désormais être démolis, cette protection conduit, après encore plusieurs années d'incertitudes, un promoteur à concevoir un projet bénéficiant de la fiscalité Malraux, et des appartements y sont construits en 2008-2009. Ainsi ont été conciliées la restauration d'un édifice rare en Île-de-France, donc la préservation du patrimoine, et la création de logements.

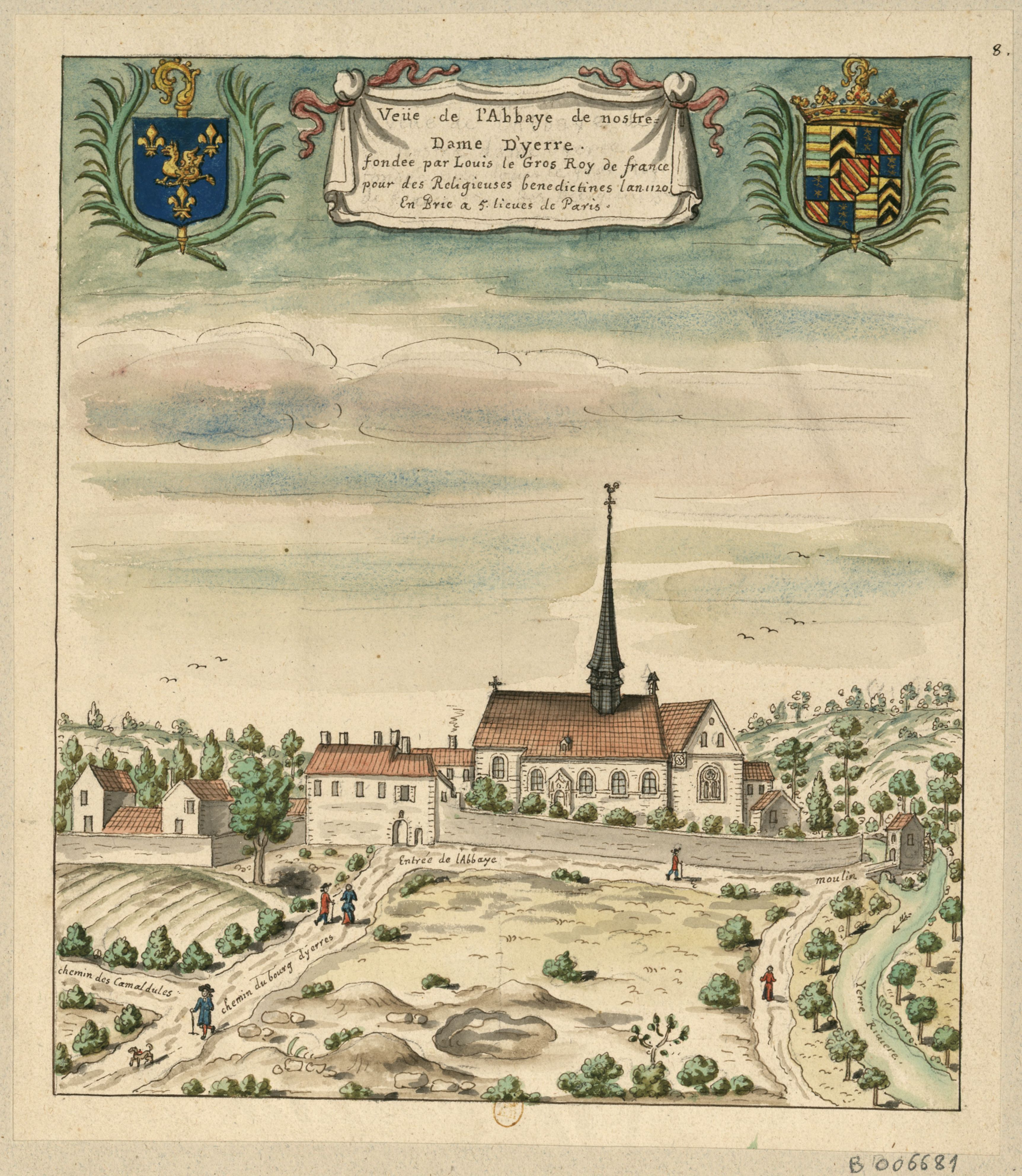
L'abbaye Notre-Dame d'Yerres en 1704. Gravure de Louis Boudan, Bibliothèque nationale de France, Département des Estampes et de la Photographie.

De nos jours ne subsistent que le bâtiment du dortoir (XVIe siècle) et les bâtiments de la pharmacie et de l'abbesse (XVIIIe siècle), ces deux derniers renfermant des structures du XVIe siècle.

## Les abbesses
Dès 1132, quarante-cinq abbesses, de l'ordre de Saint-Benoît au titre de la Sainte Vierge, se succédèrent à la tête de l'abbaye jusqu'à la Révolution française. Elles y menaient une vie très austère. Au XIVe siècle, l'usage des œufs commença à être permis, on en mangeait quelques jours dans l'année. Agnès laissa un don pour la pitance d'œufs le jour de son anniversaire et, vers 1400, des particuliers, fondant leur obit, spécifièrent que ce jour-là chaque religieuse recevrait quatre œufs. Un autre particulier donna un fonds de terre afin que les religieuses reçoivent le jour de la Fête-Dieu le même nombre d'œufs.

### Liste des abbesses

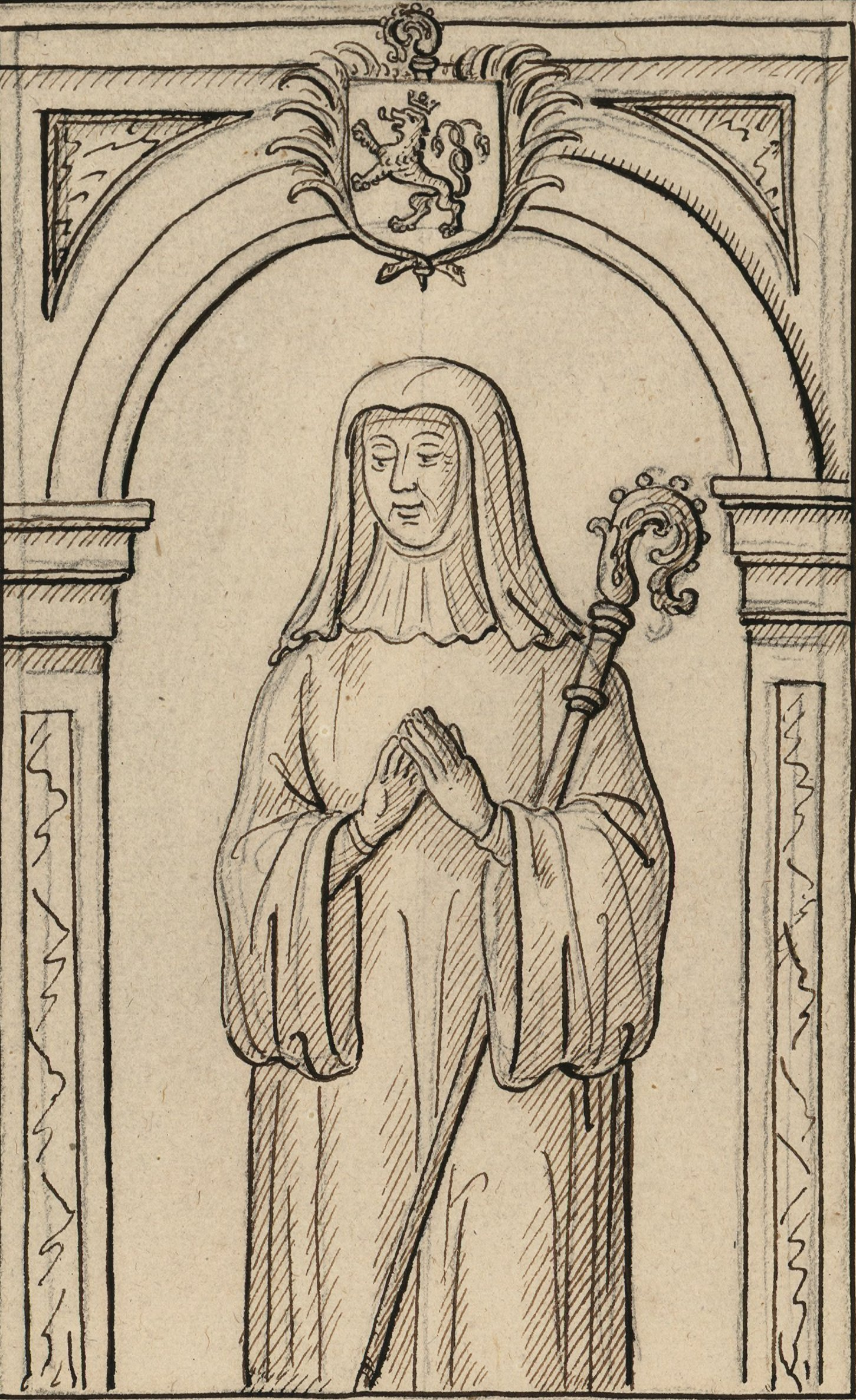
L'abbesse Antoinette de Luxembourg-Ligny, portrait dessiné d'après sa pierre tombale, Paris, Bibliothèque nationale de France.

- 1132-1155 : Hildéarde de Senlis (Hildegarde de Senlis) vient de l'abbaye du Val-Profond[15]
- 1155-1180 : Clémence Ire "le Loup" de Senlis, fait réaliser les premières constructions en pierre, dont le cloître
- 1180-1210 : Eve de Senlis (1149-1223), élue en 1183
- 1210-1226 : Eustachie Ire Dulers
- 1226-1244 : Aveline
- 1245-1254 : Ermengarde
- 1255-1261 : Eustachie II d'Andresel
- 1261-1267 : Isabelle Ire
- 1267-1274 : Marguerite Ire
- 1274-1280 : Jeanne Ire
- 1280-1299 : Agnès Ire de Brétigny
- 1300-1311 : Élisabeth Ire
- 1311-1312 : Marguerite II de Courtenay, morte le 7 juin 1312, après 1 an, 3 mois et 6 jours, à la tête de l'abbaye, à la suite d'une épidémie[16]
- 1312-1317 : Agnès II de Brie, nouvelle épidémie à l'abbaye et grandes difficultés financières. Elle fait agrandir la prison de l'abbaye. Le clocher menace de s'écrouler. Adoption des règles de Cluny pour la nourriture.
- 1318-1332 : Clémence II de Corbeil des Grez
- 1332-1338 : Élisabeth II de Versailles
- 1338-1349 : Agnès III de Courciaux,
- 1349-1360 : Agnès IV de Chartrettes
- 1360-1394 : Pétronille de Mackau, sous son abbatiat on ne compte plus que 30 religieuses
- 1394-1406 : Marguerite III des Chesnes
- 1406-1407 : Jeanne La Pastée
- 1407-1427 : Marguerite IV
- 1427-1430 : Marguerite V
- 1430 : Marguerite VI de Montaglant
- 1430-1436 : Marguerite VIII de Guaculs, les Anglais sont en Île-de-France, l'abbesse quitte l'abbaye
- 1436-1450 : Huguette de Chacy, état lamentable de l'abbaye qui n'a plus que 3 religieuses, l'abbaye est abandonnée pour 6 mois.
- 1450-1459 : Guillemette Ire Le Camus
- 1459-1460 : Marguerite VIII d'Orouer, puis abbesse de l'abbaye du Val-de-Gif
- 1460-destituée en 1487 : Jeanne II de Rauville, ancienne abbesse de l'abbaye du Val-de-Gif, morte en 1494 ou 1495.
- 1487-1513 : Jeanne III Allegrain
- 1513-déposée en 1514 : Guillemette II Allegrain, sœur de la précédente, puis abbesse de Malnoüe (1520)

Abbesses triennales :
- 1517-1520 : Marie Ire de Savoisy, ancienne abbesse de l'abbaye de Malnoue à Emerainville
- 1520-1537 : Marie II d’Estouteville de Villebon, elle fait reconstruire en plus grand cloître, réfectoire, salle du chapitre, la nef est agrandie. Une centaine de personnes vivent à l'abbaye dont 49 religieuses, plus les domestiques et une trentaine d'élèves
- 1537-1541 : Anne de La Rainville
- 1541-1543 : Marguerite Le Grand
- 1544 : Étiennette de Guaigny,

Abbesses perpétuelles nommées par le Roi :
- 1544-1553 : Marie de Pisseleu d’Heilly
- 1553-1603 : Antoinette de Luxembourg-Ligny († 30 septembre 1603), fille de Charles Ier de Luxembourg, comte de Brienne et de Ligny, et de Charlotte d'Estouville. Il ne reste que 30 religieuses en 1587
- 1604-1636 : Catherine-Alphonsine Jouvenel des Ursins de Trainel, Abandon de la robe blanche que portent les religieuses depuis 500 ans pour revêtir une robe noire. L'abbaye dépend uniquement de Rome.
- 1637-1670 : Claire-Diane d’Angennes de Rambouillet, nommée par le roi 15 religieuses n'étant pas d'accord avec sa nomination, quittent le monastère, puis 6 à nouveau, ce qui porta le nombre des présentes à 6. Repeuplement avec des religieuses venues d'autres établissements en 1640. En 1652 les religieuses s'enfuient devant les armées du Duc de Lorraine, puis de celles de Turenne qui occupent l'abbaye et la pillent.
- 1670-1691 : Catherine-Charlotte d’Angennes de Rambouillet, sœur de la précédente.
- 1691-résigne 1709 : Suzanne de Crussol d’Uzès, se retire à l'abbaye de Port-Royal de Paris, puis chez les Filles du Précieux-Sang (1612-1792)[17], religieuses Bernardines, rue de Vaugirard où elle meurt le 12 janvier 1730[18].
- 1709-1761 : Marie-Thérèse Desmarets de Maillebois, petite-nièce de Colbert.
- 1761-résigne en 1770 : Anne-Louise-Marie-Thérèse de Clermont d’Amboise de Reynel de Montglas, ancienne religieuse bénédictine de l'Abbaye Notre-Dame de Saint-Paul-lès-Beauvais.
- 1770-1792 : Thérèse-Angélique de Pasquier de Franclieu, ancienne religieuse de l'abbaye de Chelles, morte à Éraine hameau de Bailleul-le-Soc le 10 décembre 1814, à l’âge de 84 ans, et inhumée à Bailleul-le-Soc (Oise) dans sa famille.

## Religieuses, et personnalités célèbres
- Anne Brûlart, religieuse ici , au milieu du XVIe siècle, tandis que ses sœurs Marie est à l'abbaye  de Montmartre, et Jeanne aux Filles-Dieu de Paris. Elles ont deux frères religieux à Saint-Denis. Leur père est Pierre II Brûlart conseiller du Roi au Parlement de Paris, et Président aux requêtes[19]

## Propriétés, revenus
- Fief de Bourg-la-Reine, considérable ensemble de terres que les religieuses tenaient depuis la fondation de leur établissement soit par aumônes ou possédées par l'une d'elles dont le lieu-dit Pré Houdoin (Pratellum Holduini), que le roi Louis VI le Gros (1081-1137) leur échangea pour le donner aux religieuses de l'abbaye de Montmartre, contre la terre d'Inoilliers qu'il venait d'acquérir des chanoines de Notre-Dame de Paris en octobre 1132 [20]
- Terres d'Inoilliers, paroisse de Briis-sous-Forges (1132)
- Gercy 1 arpent de terre, donné par Guy, chevalier au début du XIIIe siècle[21]
- Elles avaient un droit de dîmes sur la paroisse de Varennes[21].

### Sources
- A. M. Le Fèvre, prêtre de Paris et bachelier en théologie, Calendrier historique et chronologique de l'Église de Paris, 1747.
- Jean-Marie Alliot (1848-1927), curé de Bièvres,  Histoire de l'abbaye des religieuses bénédictines de Notre-Dame d'Yerres, A. Picard, Paris, 1899, rééd. Res Universis, 1991, 313 p.